# Peter Knobloch

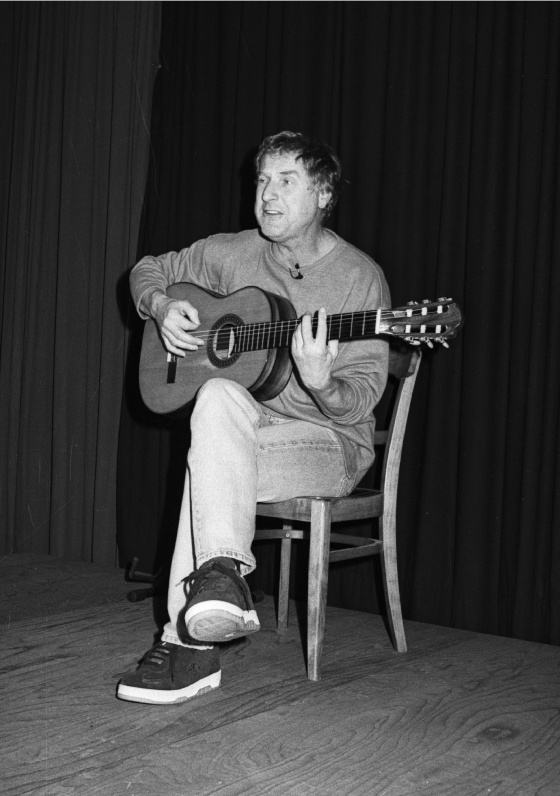
Peter Knobloch in der Alten Schule Solnhofen (Dezember 2001)

Peter Knobloch (* 9. Mai 1957 in Solnhofen) ist ein deutscher Schauspieler und Kabarettist. Zuvor war Knobloch 20 Jahre als Hackstockmeister in den Solnhofer Steinbrüchen tätig.

## Werdegang
Nach verschiedenen musikalischen Projekten (Bandgründung 1982, Veröffentlichung von drei Alben) war er 1994 Gründungsmitglied der Gangolfbühne Hollfeld. Danach besetzte er Charakterrollen und trat mit seinem ersten Solokabarett auf. Zusammen mit Claudia Kurrle und Rolf Böhm stand Knobloch als Die Urvögel mit dem Slogan "Comedy und Heimatkunde" auf der Bühne.

## Programme
- 2013 "Die Liebe in den Zeiten des Heuschnupfens", Urvögel
- 2012 "Die toten Augen von Blackmore Castle", Dinnerkrimi
- 2010 "Das Kondom der Oper", Urvögel
- Von Armleuchtern und Lichtgestalten,  Kabarett, Soloprogramm
- 2007: Das Brimborium schlägt zurück,  Urvögel
- 2005: Schloßführung,  Urvögel
- 2002: Aufstieg im Abseits,  Kabarett, Soloprogramm
- 1999–2002: Indien, an der Seite von Alfred Mittermeier Tragikomödie, Josef Hader und Alfred Dorfer

## Auszeichnungen
- 2003: Hirschwanger Wuchtel (Jurypreis)
- 1996: Kulturpreis des Landkreises Bayreuth (Förderpreis) mit der Gangolfbühne Hollfeld[2]